# Éraste
Pour les articles homonymes, voir Éraste (homonymie).

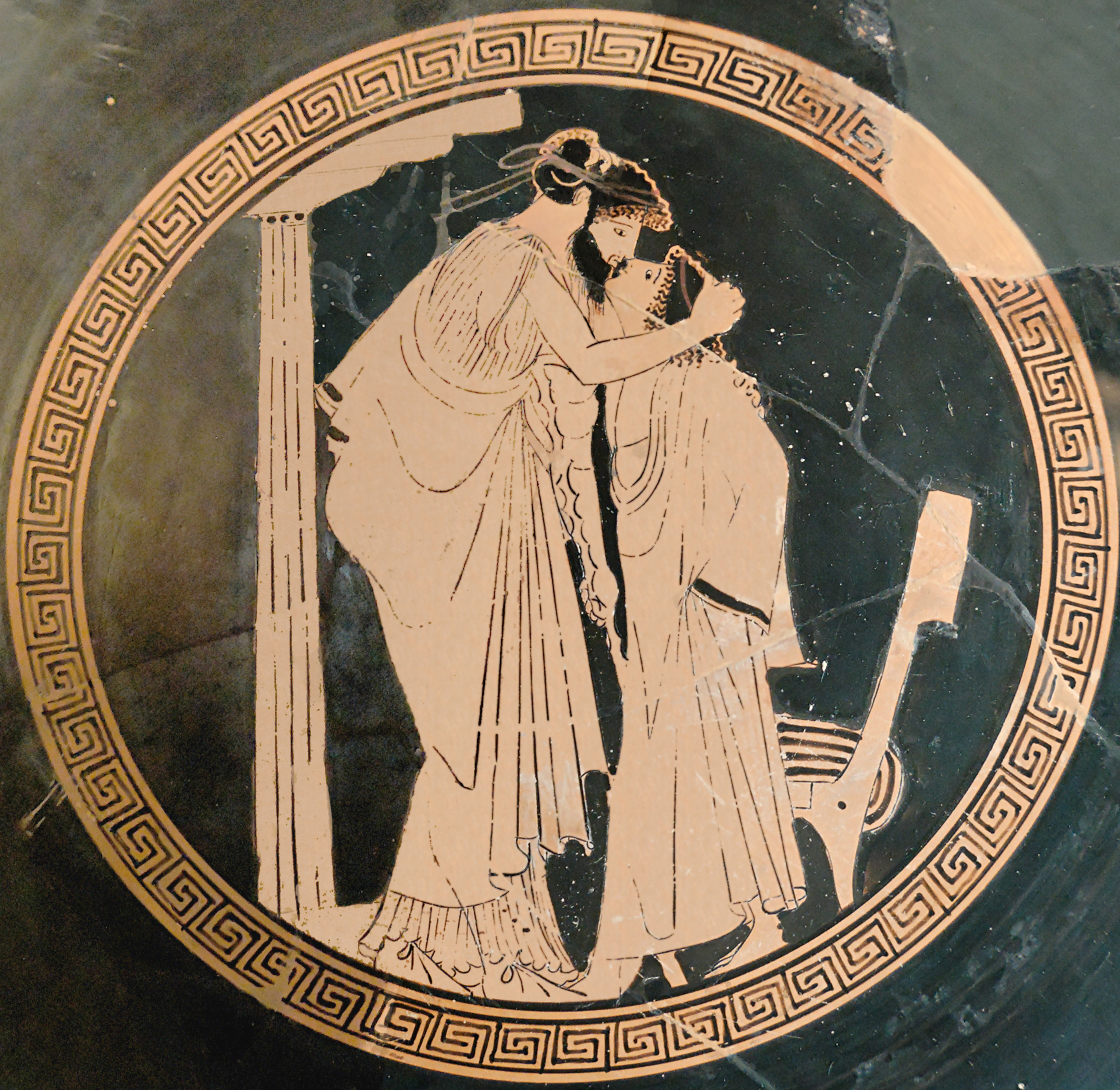
Éraste et éromène, coupe attique à figures rouges, Ve siècle av. J.-C., musée du Louvre.

Dans la Grèce classique, l’éraste [du grec ancien ἐραστής (erastếs)] était un homme adulte engagé dans une relation pédérastique avec un adolescent, appelé son éromène.
L'éraste était généralement un citoyen influent, engagé dans la vie sociale et politique de sa cité, le plus souvent marié et père de famille, jouissant d'une certaine fortune. Assumer la charge d'une relation pédérastique était en effet coûteux, notamment au cours des réjouissances qui clôturaient la période de probation, qui supposaient un banquet et des cadeaux prescrits :
- un bœuf, pour sacrifier à Zeus ;
- un équipement militaire, pour signifier que l'éromène était désormais un guerrier pouvant défendre sa cité ;
- une coupe, pour signifier que l'éromène pouvait désormais partager les banquets (symposions) des hommes.

Il n'était pas rare que les amis de l'éraste se cotisent pour faire face à la dépense, l'événement réunissant les amis de l'un et de l'autre partenaire, comme une fête de famille importante contemporaine.